# Диоксид тетрафосфора
Диокси́д тетрафо́сфора — бинарное неорганическое соединение, оксид фосфора с химической формулой P4O2, желто-красные кристаллы; при нормальном атмосферном давлении устойчив до 100°С, в вакууме — до 135°С, при более высоких температурах разлагается с выделением фосфора. Не реагирует с водой. В запаянной трубке в среде воздуха водный раствор P4O2 окисляется до метафосфорной кислоты H3PO3. Диоксид тетрафосфора устойчив в сухом воздухе, не растворим в этаноле и ацетоне. 

## Методы получения
- Получают P4O2 продуванием кислорода или воздуха через раствор белого фосфора в присутствии тетрахлорметана CCl4 при 50-60°C.
- Диоксид тетрафосфора также можно получить посредством нагревания смеси оксихлорида фосфора POCl3 и H4PBr2.

## Физические свойства
Желто-красные кристаллы.

## Химические свойства
- Диоксид тетрафосфора восстанавливает Fe3+, Cu2+, Ag+, это свойство используют для восстановления примесей железа в экстракционной ортофосфорной кислоте H3PO4.
- Не взаимодействует с водой.